# Żabuś
Żabuś – polski szybowiec amatorski, skonstruowany w dwudziestoleciu międzywojennym. Brał udział w I Konkursie Ślizgowców w 1923 roku i w II Konkursie Szybowców w 1925 roku.

## Historia

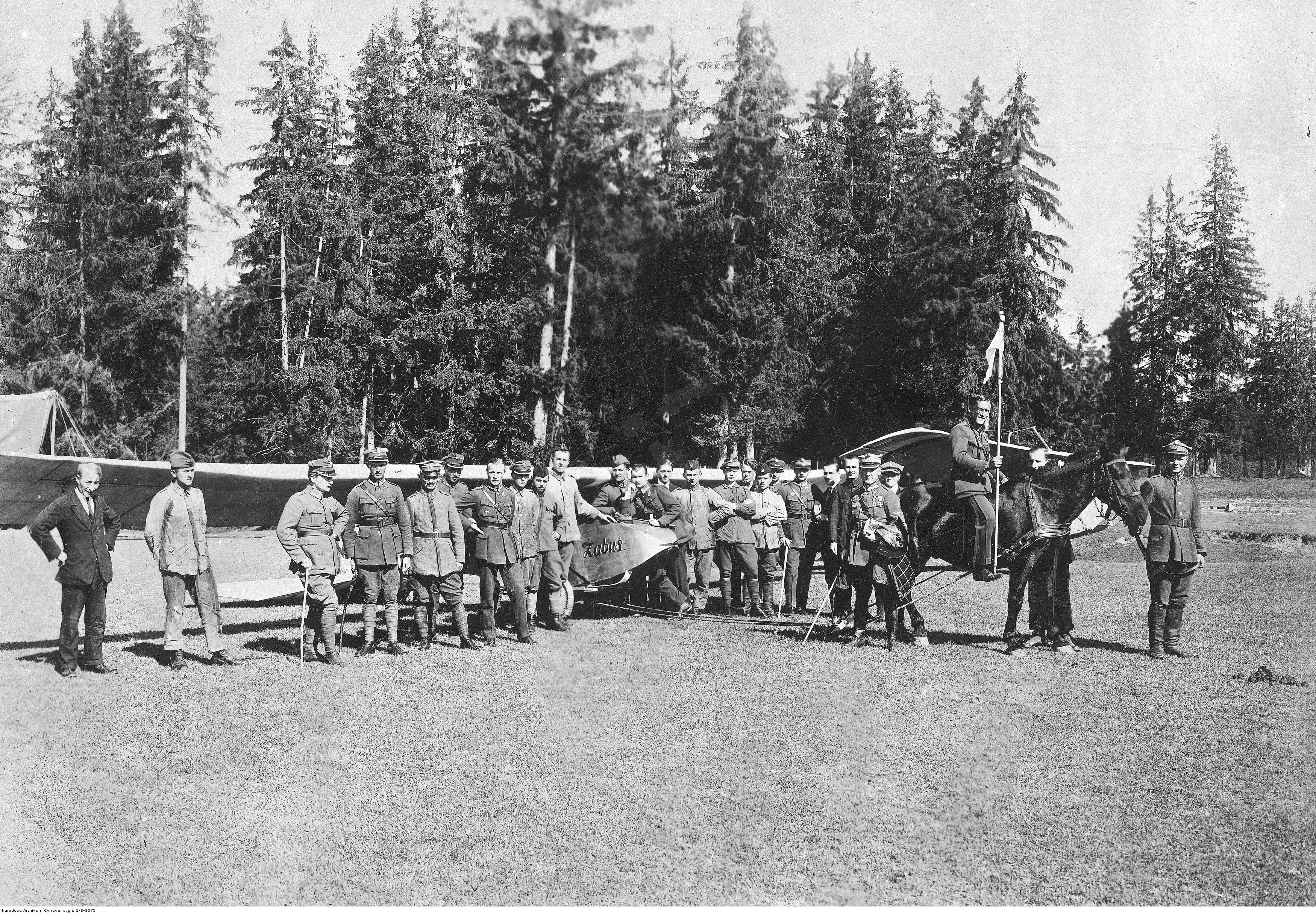
Wyprowadzanie szybowca „Żabuś” na linię startu podczas I Konkursu Ślizgowców

Inżynier Jan Siejkowski zaprojektował szybowiec, który został zbudowany w 1923 roku przez kapitana pilota Franciszka Jacha w warsztatach 3. pułku lotniczego w Poznaniu. Konstrukcję szybowca wyróżniał brak usterzenia pionowego, duże lotki i staranne oprofilowanie kadłuba. System sterowania szybowcem był skomplikowany, ster wysokości był obsługiwany nogami, a lotki dwiema dźwigniami (po jednej na każdą lotkę). Szybowiec otrzymał nazwę „Żabuś” i został zgłoszony do udziału w I Konkursie Ślizgowców w Białce Tatrzańskiej.
Spośród szybowców biorących udział w zawodach „Żabuś” wyróżniał się konstrukcją bez statecznika pionowego, dodatkowo był jednym z dwóch wyposażonych w podwozie płozowe. Pilotował go Franciszek Jach. 6 września 1923 roku, podczas pierwszego lotu trwającego kilka sekund, szybowiec uległ wypadkowi i rozbił się. Uszkodzeniu uległo skrzydło i kadłub, pilot nie odniósł obrażeń. Przyczyną katastrofy był skomplikowany sposób sterowania, którego pilot nie opanował w pełni. Szybowiec został naprawiony i był gotów do lotu 11 września. Z powodu braku sprzyjających warunków nie wystartował do końca konkursu. „Żabuś” wzbudził zainteresowanie miejscowej ludności, jeden z młodych górali chciał go zakupić za sumę 50 milionów marek.
W 1924 roku szybowiec został przekonstruowany. Otrzymał usterzenie pionowe, a system sterowania został przerobiony na klasyczny z drążkiem i orczykiem. Masa własna szybowca wzrosła o 8 kilogramów. W czerwcu 1925 roku szybowiec wziął udział w II Wszechpolskim Konkursie Szybowców na Oksywiu koło Gdyni, z numerem konkursowym 4 i pod nazwą „Żabuś 2”. Franciszek Jach wykonał na nim podczas zawodów dwa udane loty. 2 czerwca w pierwszym przeleciał 560 metrów w ciągu 39 sekund, natomiast w drugim pokonał 420 metrów w czasie 42 sekund. Dystans 560 metrów był najlepszym wynikiem osiągniętym podczas tego konkursu. 2 czerwca 1925 roku Franciszek Jach został odkomenderowany na kurs doszkalający do Rembertowa, pilotem  „Żabusia” został plut. Władysław Szulczewski, który wykonał na nim jeden lot. Kapitan Franciszek Jach za najdalszy przelot otrzymał nagrodę Ligi Obrony Powietrznej i Przeciwgazowej miasta Poznań w wysokości 2000 złotych.
Po zawodach szybowiec został przekazany do oddziału Muzeum Wojska Polskiego w Poznaniu, gdzie po wybuchu II wojny światowej został zniszczony przez Niemców.

## Konstrukcja
Jednomiejscowy szybowiec w układzie górnopłatu typu parasol o konstrukcji drewnianej.
Kadłub o przekroju prostokątnym, kryty sklejką, obrys boczny kadłuba miał kształt profilu lotniczego. Konstrukcja kadłuba półskorupowa, czteropodłużnicowa. Usterzenie poziome jednoczęściowe, kryte płótnem.
Podwozie główne zbudowane z pary równoległych stalowych płóz. Płoza ogonowa amortyzowana gumą.
Płat o obrysie prostokątnym, dwudźwigarowy. Na końcu płata znajdowały się lotki, sięgające do pierwszego dźwigara. Kryty płótnem, zamocowany do kadłuba za pośrednictwem piramidki z rur stalowych, podparty stalowymi zastrzałami o kształcie litery N.

## Malowanie
Kadłub szybowca był pomalowany lakierem bezbarwnym, powierzchnie kryte płótnem były w kolorze cellonu. Z przodu kadłuba znajdował się czarny napis „Żabuś”.